# Magnuszew
Magnuszew (dawn. Magnuszów) – miasto w Polsce, położone w województwie mazowieckim, w powiecie kozienickim. Jest siedzibą miejsko-wiejskiej gminy Magnuszew oraz rzymskokatolickiej parafii św. Jana Chrzciciela.
Fizycznogeograficznie położony na południu Równiny Warszawskiej; pod względem historyczno-kulturowym w północnej części ziemi radomskiej, na tzw. Zapiliczu – dawnej prawobrzeżnej części ziemi czerskiej w województwie mazowieckim.
Magnuszew posiadał prawa miejskie w latach 1377–1576 oraz 1776–1870. Został pozbawiony praw miejskich 13 stycznia 1870 i włączony do gminy Magnuszew w powiecie kozienickim, którą przekształcono w gminę Trzebień. W latach 1870–1954 siedziba wiejskiej gminy Trzebień, 1954–1972 gromady Magnuszów, a od 1973 nowej gminy Magnuszew. W latach 1975–1998 należał administracyjnie do województwa radomskiego. 1 stycznia 2024 odzyskał status miasta.
Administracyjnie Magnuszew ma status sołectwa.

## Integralne części miasta
| SIMC    | Nazwa   | Rodzaj       |
| ------- | ------- | ------------ |
| 0628840 | Kruszyn | część miasta |

## Historia
Miejscowość została założona w początkach XII w. przez komesa mazowieckiego Magnusa, który rezydował wówczas w pobliskim Czersku. Od XIII w. Magnuszew znajdował się w posiadaniu możnego rodu Powałów. Osiadła na tych terenach gałąź rodu Powałów z czasem przyjęła nazwisko Magnuszewskich (herbu Ogończyk lub Powała).
W roku 1377 ówczesny dziedzic dóbr magnuszewskich, Świętosław zwany Rzeczywą, uzyskał od księcia mazowieckiego Ziemowita III przywilej, przenosząc wieś z lokacji polskiej i nadając jej magdeburskie prawa miejskie.
Na nadanie osadzie rangi miasta miał wpływ rozwój osadnictwa, handlu i rzemiosła, a także położenie na szlaku handlowym wzdłuż lewego brzegu Wisły (przy tzw. trakcie sandomierskim).
W 1576 wskutek zniszczeń wojennych oraz licznych pożarów drewnianej zabudowy Magnuszew został zdegradowany do rzędu wsi. W późniejszym czasie właścicielami Magnuszewa zostali Potoccy, a po nich potężny ród Zamoyskich. W 1776 Andrzej Hieronim Zamoyski na mocy przywileju nadanego przez króla Stanisława Augusta Poniatowskiego przywrócił Magnuszewowi rangę miasta. Przez następne lata miasto dotykały liczne pożary, powodzie a liczbę mieszkańców dziesiątkowały epidemie cholery i czarnej ospy. Zaludnienie malało, a Magnuszew zubożał i stracił charakter miasta. 1 czerwca 1869 na mocy ukazu cara Aleksandra II miasteczko utraciło prawa miejskie.
Po pierwszej wojnie światowej Magnuszew znalazł się w województwie kieleckim, zostając siedzibą gminy Trzebień (do 1954). W marcu 1941 Niemcy utworzyli we wsi getto dla ludności żydowskiej. Mieszkało w nim ok. 1200 osób. We wrześniu 1942 getto zostało zlikwidowane. Jego mieszkańców wywieziono do getta w Kozienicach bądź dalej do Treblinki, a ok. 120 Żydów zamordowano na miejscu. W sierpniu i wrześniu 1944 roku prowadzone były w okolicach Magnuszewa działania wojenne mające na celu zdobycie i umocnienie przyczółka na lewym brzegu Wisły. W styczniu 1945 ruszyła stąd ofensywa Armii Czerwonej zdobywającej ziemie środkowej Polski (m.in. Warszawę). W wyniku działań wojennych miejscowość została niemal doszczętnie zniszczona.
W wyniku reformy administracyjnej w 1975 Magnuszew znalazł się w województwie radomskim (do 1998) jako siedziba gminy i gromady. 16 października 1977 odsłonięto w miejscowości Pomnik Braterstwa Broni wg projektu Antoniego Ślęzaka.
W 1977 uchwałą Rady Państwa na wniosek Biura Politycznego KC PZPR wieś Magnuszew została odznaczona Orderem Krzyża Grunwaldu II klasy za czynny udział w walce z hitlerowskim najeźdźcą i umocnienie władzy ludowej.
1 stycznia 2024 roku Magnuszew i Głowaczów przez projekt rozporządzenia Rady Ministrów w sprawie nadania statusów miast zyskały po raz trzeci w swojej historii prawa miejskie.

## Gospodarka i życie społeczne
Magnuszew leży przy drodze krajowej nr 79 (Warszawa – Sandomierz). Przez miejscowość przebiega także droga wojewódzka nr 736 (Warka – Podłęż). Najbliższa stacja kolejowa położona jest 17,5 km od miasta, w Warce. Brak stałych połączeń samochodowych zbiorowego transportu osób, rejestrowanych przez gminę. Miejscowość jest podłączona do sieci wodno-kanalizacyjnej, bez dostępu do komunalnej sieci gazowej.
Z racji na funkcję podstawowej organizacji administracyjnej w miejscowości znajduje się Urząd Gminy z zespolonymi Urzędem Stanu Cywilnego oraz Gminnym Ośrodkiem Pomocy Społecznej. W mieście znajduje się Zespół Szkół i Placówek Oświatowych im. J. Zamoyskiego, organizujący nauczanie dzieci i młodzieży na trzech stopniach kształcenia powszechnego: przedszkolnym, podstawowym (z gimnazjum w reorganizacji) i średnim ogólnokształcącym. Miejscowość posiada ośrodek zdrowia i aptekę.
Spośród usług prywatnych, funkcjonują tu sklepy, restauracja typu karczma, sezonowa lodziarnia oraz kilka zakładów rzemieślniczych, funkcjonujących gł. jako rodzinne przedsiębiorstwa. Działa tu też samorzutnie targowisko, którego uporządkowania podjęto się w 2018.
W Magnuszewie działa Ochotnicza Straż Pożarna. Jest ona ważną instytucją kulturalną obok Gminnej Biblioteki Publicznej – Centrum Kultury w Magnuszewie. W miejscowości swoją siedzibę ma również rejestrowane stowarzyszenie społeczno-kulturalne, Towarzystwo Miłośników Ziemi Magnuszewskiej. W mieście od 2008 ukazuje się lokalny periodyk o charakterze oficjalnego organu prasowego samorządu terytorialnego, „W Naszej Gminie”.

## Sport
Według portalu 90minut.pl w latach 2002-2012 funkcjonuował klub sportowy LZS Magnuszew, prowadzący sekcję piłkarską występującą  w klasie A w grupie Radom.

## Zabytki
- późnobarokowy kościół parafialny pod wezwaniem św. Jana Chrzciciela z II połowy XVIII wieku, parafia Magnuszew jest jedną z najstarszych w Polsce. Została erygowana przed 1378 rokiem, wówczas wybudowano drewniany kościół parafialny;
- dzwonnica z XIX wieku;
- karczma z XVIII wieku;
- pomnik upamiętniający walki o Przyczółek warecko-magnuszewski;
- cmentarz rzymskokatolicki – nie wpisany do rejestru;
- średniowieczny układ urbanistyczny wraz z drewnianą zabudową Rynku i głównej ulicy z XIX/XX w. – zabytek przestrzeni kulturowej, nie wpisany do rejestru;
- cmentarz żydowski – zabytek przestrzeni kulturowej, nie wpisany do rejestru;
- budynek gospodarczy spółdzielni rolnej z 20-lecia międzywojennego – nie wpisany do rejestru.

## Uzdrowisko
W 1974–2005 na podstawie ustawy o uzdrowiskach, Magnuszew był uznany za miejscowość posiadającą warunki do prowadzenia lecznictwa uzdrowiskowego, dzięki czemu mogły być prowadzone tu zakłady lecznictwa o takim właśnie profilu. Status ten miejscowość uzyskała dzięki odkryciu obecności w rejonie miejscowości (odwiert „Magnuszew 1” podczas prac geologicznych prowadzonych latem 1958) zmineralizowanych solanek chlorkowo-wapniowych o średnim zasoleniu 11 proc. z dodatkiem jodu w roztworze wodnym. W ciągu 40 lat w miejscowości nie założono żadnego zakładu leczniczo-uzdrowiskowego lub rehabilitacyjno-sanatoryjnego, dlatego utraciła ona status uzdrowiska.